# Wacław Bystram
Wacław Bystram herbu Tarnawa (zm. 3 maja 1792) – podkomorzy pomorski w latach 1758–1792.

## Życiorys
W załączniku do depeszy z 2 października 1767 roku do prezydenta Kolegium Spraw Zagranicznych Imperium Rosyjskiego Nikity Panina, poseł rosyjski Nikołaj Repnin określił go jako posła właściwego dla realizacji rosyjskich planów na sejmie 1767 roku, poseł powiatu darszewskiego na sejm 1767 roku.